# Mario Ferretti
Silvio Mario Ferretti (Novi Ligure, 9 agosto 1917 – Città del Guatemala, 6 maggio 1977) è stato un giornalista italiano.

## Biografia
Mario Ferretti era figlio dell'omonimo presidente della Novese, campione d'Italia di calcio nel 1922. Proprio a Novi, Ferretti divenne sin da piccolo molto amico di Fausto Coppi, allora garzone in una salumeria. Ancora adolescente si trasferì a Roma perché il padre era stato nominato dirigente del CONI. Terminati gli studi liceali si iscrisse alla facoltà di Farmacia. Tuttavia nel 1939 partecipò ad un concorso indetto dall'EIAR (Ente Italiano Audizioni Radiofoniche), per l'assunzione di un nuovo gruppo di giornalisti radiocronisti. Ferretti fu assunto, merito anche del suo timbro vocale molto caldo e gradevole.

All'inizio della sua carriera di radiocronista, Ferretti non si occupò solamente di sport: partecipò infatti alla trasmissione di successo Radio Sociale, ed ebbe come ospiti Totò, Federico Fellini, Mino Maccari. Dopo l'8 settembre Ferretti lasciò l'EIAR per trasferirsi al nord Italia e lavorare per Soldaten Radio, una radio finanziata dai tedeschi. Successivamente passò a Radio Tevere, una radio che «svolgeva un'attiva opera di propaganda [...] contro i liberatori e contro il Governo del Sud».  Si trattava di emissione radiofonica cui davano impulso dirigenti della R.S.I., con l'intenzione di tenere in vita, in Roma, da poco divenuta città aperta, dopo l'evacuazione delle forze armate della Wehrmacht, un sentimento favorevole alla Repubblica di Mussolini: con Mario Ferretti "collaborarono attivamente Gorni Kramer e il Quartetto Cetra; sigla di apertura di Radio Tevere fu l'Inno a Roma di Puccini; in chiusura, la canzone Tornerai, con evidente allusione/invocazione a Benito Mussolini" (Paolo Mieli). Dopo la Liberazione, Ferretti dovette cercare di nascondersi per molto tempo. 

Eugenio Danese, Mario Ferretti e Alberto Giubilo nella redazione di Domenica Sport alla Rai di Roma nel 1951

Ritornato a Roma e con poche prospettive lavorative, trovò l'occasione per rientrare nel mondo delle radiocronache nel 1949, quando l'allora capo della redazione radiocronache Rai, Vittorio Veltroni, lo chiamò a sostituire un radiocronista appena licenziato in tronco durante una tappa del Giro d'Italia 1949. Il rientro di Mario Ferretti coincise con una delle più grandi imprese della storia del ciclismo: l'epica tappa Cuneo-Pinerolo, nella quale Coppi scalò in solitudine la Maddalena, il Vars, l'Izoard, il Monginevro ed il Sestriere giungendo a Pinerolo con quasi dodici minuti di vantaggio su Gino Bartali. Ed anche Mario Ferretti quel giorno entrò nella storia, esclamando all'apertura del collegamento radiofonico la oramai celebre frase: 
La frase di Ferretti fu ripresa il giorno dopo da quasi tutte le testate giornalistiche per celebrare la vittoria di Fausto Coppi il quale, sempre nel corso della stessa radiocronaca fu descritto da Ferretti come «il ragazzo secco come un osso di prosciutto». Per i sei anni successivi, Ferretti divenne il radiocronista sportivo di punta della Rai insieme con Nicolò Carosio, divenendo una delle voci più popolari in Italia. Mario Ferretti non si occupò solamente di sport: fu anche autore di testi per il teatro, sceneggiatore e aiuto regista; insieme con Vittorio Veltroni fu l'autore dei testi delle prime riviste di Renato Rascel e delle sorelle Pinuccia, Diana e Lisetta Nava.

### L'incontro con la Duranti
Nel 1955 incontrò l'attrice Doris Duranti - già diva dei telefoni bianchi -, se ne innamorò, lasciò la famiglia e decise con lei di cambiare vita: si trasferirono in America Latina, dove Ferretti divenne subito, anche lì, un personaggio molto popolare. Vissero insieme a Santo Domingo, dove aprirono il ristorante Vecchia Roma. Successivamente, dopo la separazione dalla Duranti, Ferretti si stabilì in Guatemala, dove riprese la sua attività di giornalista e radiocronista. Nel Paese centro-americano riconquistò in poco tempo fama e ricchezza, sposò Yasmín Vasquez, dominicana, con la quale ebbe tre figli (Mario, Massimo e Omar) e fondò una stazione televisiva, una radio ed un giornale; aprì anche un'agenzia pubblicitaria ed un ristorante, La Media Cancha.
Nel 1977 venne ricoverato all'ospedale di Città del Guatemala per un intervento alla prostata: venne però curato male e non si risvegliò dall'anestesia. Il figlio Claudio (1943-2020) seguì le orme lavorative del padre, divenendo un giornalista e radiocronista.

## Il teatro di rivista
- Tre per tre... Nava[1] di Faele, Mario Ferretti, Carlo Silva e Italo Terzoli, regia di Marcello Marchesi, Teatro Sistina di Roma, 1953.
- Perepepè[1]
- Invece, pure[1] con Renato Rascel
- Davanti a lui Tre Nava tutta Roma[1]

## Programmi radiofonici Eiar
- Mahamura el Hadra, documentario registrato in un villaggio arabo  da Mario Ferretti, trasmesso il 9 marzo 1940

## Programmi radiofonici Rai
- Dalla bocca sua cantò l'anima di Roma, documentario radiofonico di Mario Ferretti, trasmesso il 3 giugno 1949.
- Ecco i nostri, rivista radiofonica di Ferretti e Faele, regia di Silvio Gigli, trasmessa aprile maggio 1953
- Artemisio bidello al ginnasio, rivista di Ferretti e Faele, con Renato Rascel, regia di Nino Meloni, trasmessa novembre dicembre 1953

### Annotazioni
1. ↑  Il radiocronista fu licenziato perché colpevole di avere esagerato in diretta nella pubblicizzazione di una marca di biciclette.

### Fonti
1. 1 2 3 4 5 6 7 8 9 10  La Stampa, 10 Maggio 1977, p. 9 archiviolastampa.it
2. ↑  Novi Ligure, la città dello scudetto ilnobilecalcio.it
3. ↑   Franco Monteleone, Storia della radio e della televisione in Italia: società, politica, strategie, programmi, 1922-1992, Marsilio, 1992.
4. ↑   Paolo Mieli, Strani protagonisti della RSI, in Il Caos Italiano, 2017.
5. ↑   Un uomo solo al comando, su repubblica.it, 1º gennaio 2000. URL consultato il 22 gennaio 2018.